# Giving Tuesday
El Giving Tuesday (Dimarts de Donació en català), sovint estilitzat com #GivingTuesday, es refereix al dimarts posterior al dia d'acció de gràcies als Estats Units. Es presenta com un "moviment de generositat global que desencadena el poder de les persones i les organitzacions per transformar les seves comunitats i el món.
El Giving Tuesday va començar com una idea el 2011, fruit de la companyia sense ànim de lucre Mary-Arrchie Theatre Company de Chicago i del llavors productor Carlo Lorenzo Garcia, que va instar els compradors a través de The Huffington Post a adoptar un enfocament diferent; considerar la possibilitat de fer donatius a beneficència després d’haver acabat les compres del Cyber Monday. Inicialemtn es va suggerir el nom de Cyber Giving Monday. La iniciativa es va fundar oficialment l'any següent i va ser titllada de GivingTuesday per la 92nd Street Y en col·laboració amb l'Organització de les Nacions Unides com a resposta a la comercialització i el consumisme en la temporada post-Acció de gràcies (Black Friday i Cyber Monday). L'interval de dates va del 27 de novembre al 3 de desembre i sempre és cinc dies després de les vacances d'Acció de gràcies.

## Acollida
L'acollida del Giving Tuesday ha estat generalment positiva, amb un gran nombre d'organitzacions, incloses Google, Microsoft, Skype, Cisco, UNICEF, la Fundació Case, Save the Children i altres que s'hi han unit com a socis. S'ha elogiat el Giving Tuesday com una antítesi a la cultura del consumidor i com una manera de retornar a la gent el que es dona.
Timothy Ogden, director gerent de la Financial Access Initiative de la Universitat de Nova York i membre de la junta de l'organització d'altruisme eficaç GiveWell, va escriure articles una mica escèptics sobre el Giving Tuesday per a la Stanford Social Innovation Review, un el 2012 i un altre el 2013.
Inside Philanthropy va atribuir l'èxit i l'abast mundial de Giving Tuesday al paper que van desenvolupar les empreses tecnològiques i els fundadors en la promoció de l'esdeveniment, inclosa la subvenció coincident de 5 milions de dòlars a GiveDirectly anunciada per la fundació Good Ventures del cofundador de Facebook Dustin Moskovitz i els 75.000 dòlars en fons coincidents anunciats per l'exdirector general d'AOL Steve Case per les donacions realitzades a organitzacions benèfiques recolzades per la seva organització.
Un article de gener de 2015 a Nonprofit Quarterly parlaba del Giving Tuesday en el context de dies de donació en general. Giving Tuesday es va descriure com una campanya federada i multiplataforma, que implicava diverses organitzacions sense ànim de lucre i moltes plataformes de processament de donacions, totes elles centrades en un sol dia per tal de poder coordinar els esforços de sensibilització i publicitat. Es va contrastar amb el "Dia de donar el màxim" a Minnesota, que va implicar moltes organitzacions sense ànim de lucre, però que va utilitzar un sol processador de donacions cada any per permetre un millor seguiment de les donacions.